# Семейкино (Вологодская область)
Семейкино — деревня в Грязовецком районе Вологодской области.
Входит в состав Юровского муниципального образования, с точки зрения административно-территориального деления — в Минькинский сельсовет.
Расстояние до районного центра Грязовца по автодороге — 42,5 км, до центра муниципального образования Юрово по прямой — 14 км. Ближайшие населённые пункты — Ременниково, Пичкарево, Овинища, Минькино.
По переписи 2002 года население — 2 человека.